# Żytyczi Żytomierz (piłka siatkowa)
Żytyczi Żytomierz (ukr. «Житичі» Житомир) – ukraiński męski klub siatkarski z siedzibą w Żytomierzu, założony w 2017 roku.

## Nazwy klubu
- 2017-2019 Żytyczi Żytomierz
- 2019-2020 Żytyczi-ŻNAEU Żytomierz
- 2020-2022 Żytyczi-PNU Żytomierz
- 2022- Żytyczi-Polissia Żytomierz

## Bilans sezon po sezonie
| Sezon     | Rozgrywki ligowe | Rozgrywki ligowe | Puchar Ukrainy    | Europejskie puchary | Europejskie puchary |
| Sezon     | Poziom           | Miejsce          | Puchar Ukrainy    | Rozgrywki klubowe   | Osiągnięcie         |
| --------- | ---------------- | ---------------- | ----------------- | ------------------- | ------------------- |
| 2017/2018 | Wyższa I liga    | 1. miejsce       |                   |                     |                     |
| 2018/2019 | Wyższa liga "A"  | 1. miejsce       | IV runda          |                     |                     |
| 2019/2020 | Superliga        | —                | 1. miejsce        |                     |                     |
| 2020/2021 | Superliga        | 4. miejsce       | 2. miejsce        |                     |                     |
| 2021/2022 | Superliga        | 4. miejsce       | awans do IV rundy |                     |                     |
| 2022/2023 | Superliga        | 4. miejsce       |                   |                     |                     |
| 2023/2024 | Superliga        | 3. miejsce       | 3. miejsce        | Puchar CEV          | 1/32 finału         |
| 2024/2025 | Superliga        | 2. miejsce       | II runda          | Puchar Challenge    | 1/32 finału         |

- Ze względu na pandemię wirusa SARS-CoV-2 sezon 2019/2020 nie został dokończony.

Poziom rozgrywek:
     najwyższy ogólnokrajowy
     drugi
     trzeci
     czwarty

## Sukcesy
Puchar Ukrainy:
- 2020[3]

Superpuchar Ukrainy:
- 2021

Liga ukraińska:
- 2025[4]
- 2024[5]

## Kadra

### Sezon 2020/2021[6]
| Nr | Imię i nazwisko   | Data ur. | Wzrost | Pozycja      |
| -- | ----------------- | -------- | ------ | ------------ |
| 1  | Serhij Popow      | 1991     | 187    | libero       |
| 2  | Artem Omelczenko  | 1997     | 202    | środkowy     |
| 3  | Dmytro Storożyłow | 1986     | 196    | rozgrywający |
| 5  | Roman Kałatyneć   | 2000     | 187    | rozgrywający |
| 7  | Dmytro Szorkin    | 1989     | 191    | przyjmujący  |
| 8  | Wiktor Szczekaluk | 1988     | 205    | środkowy     |
| 9  | Witalij Bondar    | 1988     | 199    | atakujący    |
| 10 | Alen Didović      | 1997     | 194    | przyjmujący  |
| 11 | Mykoła Rudnycki   | 1981     | 210    | środkowy     |
| 12 | Serhij Jewstratow | 1993     | 190    | rozgrywający |
| 15 | Dmytro Kuźmenko   | 1988     | 180    | libero       |
| 17 | Stanisław Łyzaneć | 1993     | 195    | przyjmujący  |
| 18 | Mykoła Moroz      | 1992     | 205    | przyjmujący  |
| 22 | Serhij Rudenko    | 1993     | 194    | środkowy     |
| 23 | Wiktor Krajewski  | 1994     | 188    | libero       |